# 五华县农民自卫军训练旧址
五华县农民自卫军训练旧址，位于中国广东省梅州市五华县梅林镇梅林中学内，为五华县文物保护单位，类型为近现代重要史迹及代表性建筑，公布时间为1994年9月。
五华县农民自卫军训练旧址的历史年代为清代。